# Whitney Straight
Whitney Willard Straight CBE, MC, DFC (6 de Novembro de 1912 - 5 de Abril de 1979) era um condutor de carros de corrida de Grand Prix, aviador, empresário  e um membro proeminente da Família Whitney dos Estados Unidos.

## Vida pessoal
Nascido em Nova Iorque, Whitney Straight era o filho do Major Willard Dickerman Straight e da herdeira Dorothy Payne Whitney. Tinha quase 6 anos quando o seu pai morreu em França de gripe durante a grande epidemia ao servir o Exército dos Estados Unidos durante a Primeira Guerra Mundial. Depois de a mãe ter voltado a casar com um agrónomo inglês Leonard K. Elmhirst em 1925, a família mudou-se para Inglaterra. Viveram em Dartington Hall onde frequentou uma escola progressiva fundada pelos seus pais. A sua educação foi completada em Trinity College, Cambridge.
A 17 de Julho de 1935 casou com a Lady Daphne Margarita Finch-Hatton, filha do 14º Conde de Winchilsea, e tiveram duas filhas.
Whitney Straight foi também pai de Barney Barnato Walker (nascido em 1947), cuja mãe era a aviadora Diana Barnato Walker, a primeira mulher inglesa a quebrar a barreira do som e filha de outro corredor de corridas famoso Woolf Barnato.

## Corridas de carros
Enquanto ainda estudava em Cambridge, tornou-se um conhecido condutor de corridas de Grand Prix e competiu em eventos na Grã Bretanha e Europa. Competiu em mais Grand Prix do que qualquer americano até depois da Segunda Guerra Mundial. Começou a competir em 1931 com uma competição de Brooklands Riley em Shelsley Walsh, Southport e circuito de Brooklands.
Em 1933 conduzindo um preto e cinzento Maserati ganhou a Competição de Montanha em Brooklands, o Mont Ventoux Hill Climb (3 de Setembro) e o Brighton Speed Trials (16 de Setembro). Também ganhou a categoria de 1100 c.c. na Coppa Acerbo, em Pescara, Itália, conduzindo um M.G. Magnette. Em 1934 formou a sua própria equipa de carros de corrida, conduzindo-os à vitória pessoalmente no Grande Prémio do Sul de África, no circuito de Buffalo, no Este de Londres. Também deu demonstrações públicas no circuito de corrida de Brooklands atingindo uma velocidade de 138,7 mph, um recorde para carros da classe de 5 litros.

## Voando
Voar era também uma paixão, e com 16 anos (ainda muito jovem para uma licença de vôo) já tinha acumulado mais de 60 horas de vôo sozinho. No início dos anos 20, como chefe da Straight Corporation Limited, geriu aeródromos e criou grupos de corrida de aviões. Em 1963 ajudou a desenvolver a aeronave Miles Whitney Straight. Naturalizou-se inglês nesse mesmo ano. A 18 de Outubro de 1983, a Straight Corporation comprou parte da Norman Edgar (Western Airways) Ltd. e chamou-lhe Western Airways Ltd. A sua empresa de aviões comerciais, no fim dos anos 30, era considerada como a empresa com mais passageiro que a Imperial Airways, em pequenas rotas entre a Grã Bretanha, voando DH Dragon Rapides.
Durante a Segunda Guerra Mundial, Whitney Straight serviu como piloto para a Força Aérea Real. Foi enviado para a Noruega em Abril de 1940 para encontrar lagos congelados para se usar como aeródromos. O Lago Lesjaskog foi utilizado pelo Esquadrão 263 durante a campanha Norueguesa como resultado disso. Straight ficou seriamente ferido durante um bombardeamento alemão na Noruega.
Pelo seu serviço na Noruega foi premiado com a Cruz de Guerra Norueguesa em 1942.
Depois de se curar serviu no Esquadrão RAF número 601 na Batalha da Bretanha. De Setembro de 1940 até Abril de 1941 foi culpabilizado pela destruição de dois aeroplanos. Depois tornou-se capitão do Esquadrão 242, aumentando o seu total para 3 e um partilhado no fim de Julho de 1941. No início de 1941 foi premiado com a Cruz Militar pelo seu trabalho na Noruega.
Foi ferido devido a fogo aéreo em França a 31 de Julho de 1941 e fugiu a ser capturado. Durante a French Underground, tentou desocupar a França onde foi capturado e colocado num campo de prisioneiros. Contudo, fugiu a 22 de Junho de 1942 e com a ajuda da Resistência Francesa conseguiu chegar em segurança a Gibraltar.

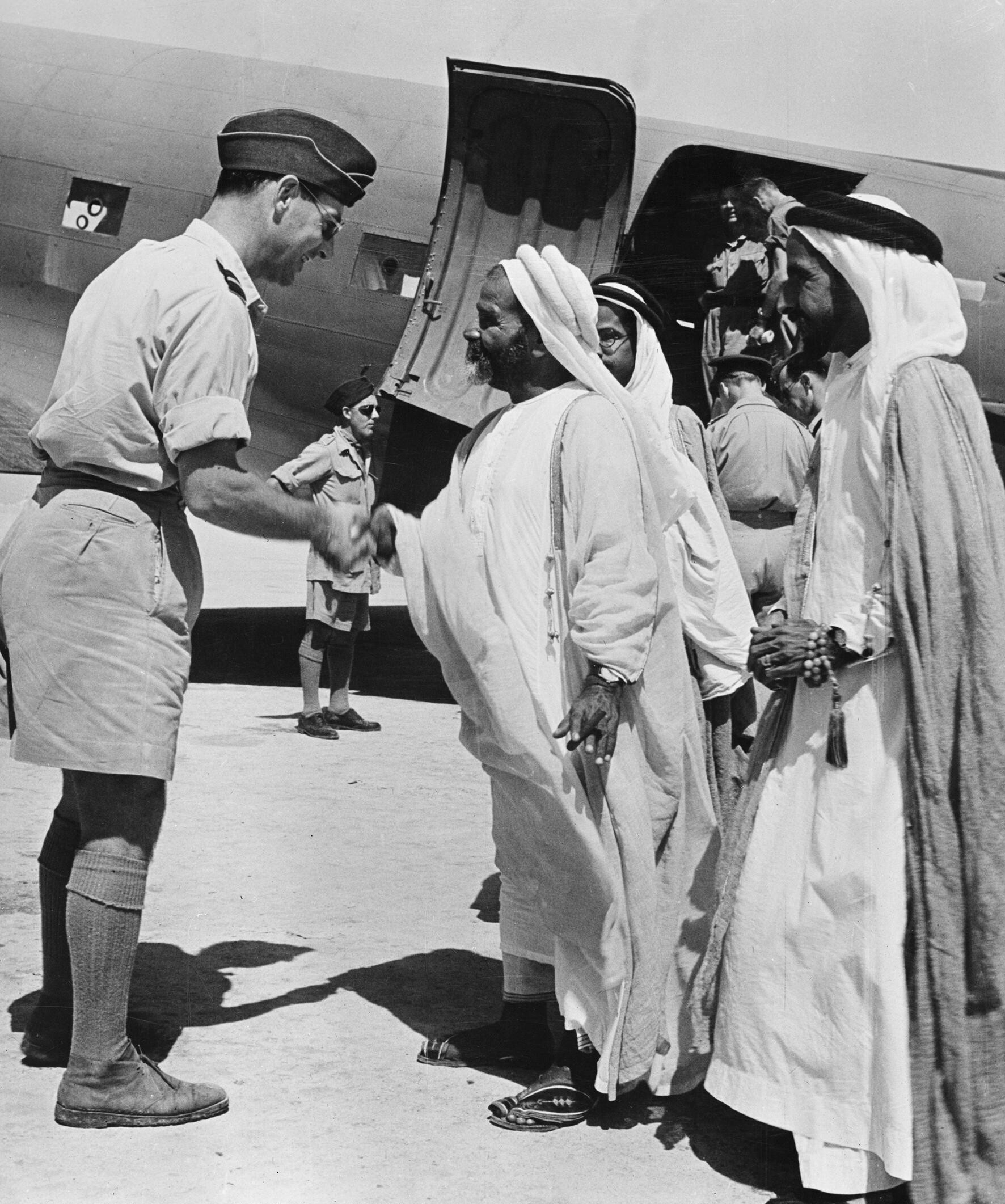
Capitão Straight, com Sheikh Khalifa, primo do chefe de Barém, e os seus dois filhos, em frente do aeroplano Dakota, a 18 de Janeiro de 1945.

Em Setembro de 1942, já como comodoro de ar, foi enviado para o Médio Oriente para se juntar ao Grupo 216, como AOC.
Quando a guerra terminou, regressou a Inglaterra como AOC, mo Grupo 46 em Junho de 1945. Foi libertado da Força Aérea Real no fim de 1945 e tornou-se chefe do Clube Aéreo Real. Com a ajuda da British European Airways em 1946, Straight foi o seu vice-presidente. Em Julho de 1947 tornou-se director e Chefe Executivo da British Overseas Airways Corporation. Em 1949 foi apontado como vice-presidente do quadro. Nos Estados Unidos, o seu primo Cornelius Vanderbilt Whitney foi o presidente da Corporação de Aviação da América, que se tornou Pan American Airways.
Por volta desta altura também estava no quadro da Rolls-Royce e descobriu que tinham sido dados 40 motores de Rolls-Royce aos russos, devido à lei pós-guerra de Clement Attlee. Os russos copiaram a tecnologia para produzir a sua própria versão de um motor e estavam a aumentar o poder dos seus aviões de caça com tecologia da Rolls-Royce. Decidiu processar o governo da Rússia por plágio. A multa foi £200 milhões que nunca chegou a receber. 
Doou o Whitney Straight Award em 1967 pata a Sociedade Aeronáutica Real para ajudar a reconhecer os ganhos e status das mulheres na aviação.
Straight morreu em Fulham em 1979 com 66 anos.

## Honras e prémios
- Commander of the Order of the British Empire - 8 June 1944
- Military Cross - 1 January 1941
- Distinguished Flying Cross - 8 August 1941
- Mentioned in Despatches - 1 January 1943
- Norwegian War Cross with Sword (Norway) - 18 December 1942
- Officer of the Legion of Merit (United States) - 15 March 1946
- Fellow of the Royal Society of Arts
- Fellow of the Royal Geographical Society